# Saint-Pierre-du-Jonquet
Saint-Pierre-du-Jonquet è un comune francese di 202 abitanti situato nel dipartimento del Calvados nella regione della Normandia.

## Società

### Evoluzione demografica
Abitanti censiti